# Olios giganteus
Olios giganteus är en spindelart som beskrevs av Eugen von Keyserling 1884. Olios giganteus ingår i släktet Olios och familjen jättekrabbspindlar. Inga underarter finns listade i Catalogue of Life.